# Vierde macht
De vierde macht is een term die gebruikt wordt om machten aan te duiden die buiten de traditionele trias politica vallen, met name de journalistiek en de pers (media). Ook in Angelsaksische landen wordt met 'The Fourth Branch of Government' of 'The Fourth Estate' doorgaans de pers aangeduid, maar er zijn ook andere instanties die als 'vierde macht' worden (of werden) benoemd, zoals (in Amerika) de Federal Reserve en de vrijmetselarij.
Volgens René Crince le Roy is de bureaucratie, het ambtelijk apparaat, de vierde macht.
Naast journalisten en ambtenaren zijn er nog andere groepen die een aparte macht vormen. Genoemd kunnen worden:
- Lobbyisten of niet-parlementaire pressiegroepen[1] (ook wel de vijfde macht genoemd).
- Organisatie- en adviesbureaus (ook wel de zesde macht genoemd).